# إدراك الكلام
إدراك الكلام هو العملية التي يتم من خلالها سماع الأصوات الصادره من التحدث باستخدام لغة معينة وتفسيرها وفهمها. ترتبط دراسة إدراك الكلام ارتباطًا وثيقًا بمجالات علم الأصوات في اللغويات وعلم النفس المعرفي والإدراك الحسي في علم النفس . يسعى البحث في إدراك الكلام إلى فهم كيف يتعرف المستمعين إلى الأصوات الصادره من الكلام واستخدام هذه المعلومات لفهم اللغة المنطوقة. البحث في إدراك الكلام يستخدم في بناء أنظمة الكمبيوتر التي يمكنها أن تتعرف على الكلام وفي تحسين التعرف على الكلام عند ضعاف السمع وعند ضعاف اللغة من المستمعين وأيضًا في تدريس اللغات الأجنبية.

## الخطّية ومشكلة التجزئة
يتعامل المستمعون مع الكلام باعتباره مجموعة من الوحدات المفككة (الصوتيات والمقاطع والكلمات)، يصعب رؤية هذه الخطّية في إشارة الكلام المادي. لا تتبع أصوات الكلام بعضها البعض بثبات بل تتداخل، ويتأثر الصوت الكلامي بتلك التي تسبقه وتلك التي تليه. يمكن ممارسة هذا التأثير على مسافة جزأين أو أكثر (وعبر حدود المقطع اللفظي والكلمة).

## عدم الثبات
يجب أن يتعامل البحث والتطبيق لإدراك الكلام مع العديد من المشكلات التي تنجم عنما يسمى عدم الثبات. يصعب إيجاد علاقات ثابتة موثقة بين صوت لغوي وتعبير لغوي صوتي في الكلام. يعود ذلك لعدة أسباب منها:

## الاختلاف الناجم عن السياق
تؤثر البيئة الصوتية على الخصائص الصوتية لأصوات الكلام، فيظهر الحرف (يو) باللغة الإنجليزية عندما يكون محاطًا بالحروف الأسلية (التي تتشكل من طرف اللسان). يختلف وقت خروج الصوت الذي يمثل الحدود بين المخارج الصوتية وغير الصوتية للحروف الشفوية والساكنة واللهوية، ويتغير حسب الضغط أو تبعًا لمكان الحرف داخل المقطع الصوتي.

## الاختلاف بسبب هوية المتكلم المختلفة
يعتمد الهيكل الصوتي الصادر عن منتجات الكلام البشري على الخصائص الفيزيائية والنفسية للأفراد المتكلمين. عادة ما ينتج الرجال والنساء والأطفال أصوات ذات درجات مختلفة. يمتلك المتكلمون مساحات صوتية بأحجام مختلفة، ويعود ذلك لاختلاف الجنس والعمر خاصة، وتختلف نتيجة لذلك ترددات الرنين (أي صفات أصوات الكلام التي تُعتبر مهمة للتعرف على أصوات الكلام) في قيمها المطلقة بين الأفراد. تشير الأبحاث إلى عدم قدرة الأطفال في سن السبعة أشهر ونصف على التعرف على المعلومات التي يقدمها متحدثون من مختلف الجنسين؛ ولكن يمكنهم اكتشاف أوجه التشابه بينهم عند وصولهم لسن العشرة أشهر ونصف. يمكن أن تتسبب اللهجة واللكنة الأجنبية أيضًا في الاختلاف، وكذلك الخصائص الاجتماعية للمتكلم والمستمع.

### الثبات الإدراكي والتطبيع
ينظر المستمعون إلى حروف العلة والحروف الساكنة كفئات ثابتة، وذلك على الرغم من التنوع الكبير بين المتكلمين المختلفين والظروف المختلفة. اقتُرح أن يتحقق ذلك عن طريق عملية التطبيع الإدراكي فيعزل المستمعون الضوضاء (أي الاختلاف) للوصول إلى الفئة الأساسية. تؤدي الاختلافات في حجم المسارات الصوتية إلى تباين الترددات الصوتية بين المتكلمين، ويتعين على المستمع ضبط النظام الإدراكي الحسي وفقًا للخصائص الصوتية لمتحدث معين. يمكن تحقيق ذلك من خلال النظر في نسب صفات أصوات الكلام بدلًا من قيمها المطلقة. سُميت هذه العملية بتطبيع المسار الصوتي.

### ضعف اللغة المكتسبة
استُخدمت أول فرضية لفهم الكلام على الإطلاق مع المرضى الذين يعانون من صعوبة في الإدراك السمعي والمعروف أيضًا باسم الحبسة الاستقبالية. نشأت منذ ذلك الحين العديد من حالات العجز المُصنفة ما أدى إلى تشكل تعريف حقيقي لما يُسمى «إدراك الكلام». يصف مصطلح «إدراك الكلام» عملية الاهتمام التي تستخدم سياقات معجمية فرعية لعملية التحقيق، ويتألف من العديد من الوظائف اللغوية والنحوية المختلفة مثل: الميزات والمقاطع (الأصوات) والتركيب المقطعي (وحدة النطق)، وأشكال الكلمات الصوتية (عملية تجميع الأصوات معًا)، والميزات النحوية، والأشكال الصرفية (البادئات واللاحقات)، والمعلومات الدلالية (معنى الكلمات).

### فقدان القدرة على الكلام (الحبسة)
فقدان القدرة على الكلام هو ضعف في معالجة اللغة بسبب الأضرار التي تلحق بالمخ. تتأثر أجزاء مختلفة من معالجة اللغة حسب المنطقة التالفة من الدماغ، ويُصنف فقدان القدرة على الكلام بناءً على موقع الإصابة أو مجموعة الأعراض. غالبًا ما تؤدي الأضرار التي لحقت بباحة بروكا في الدماغ إلى فقدان القدرة على الكلام التعبيري، والذي يظهر كضعف في إنتاج الكلام. غالبًا ما تؤدي الأضرار التي لحقت بباحة فيرنيكه إلى فقدان القدرة على الكلام، فتضعف القدرة على معالجة الكلام.
عادة ما يُظهر فقدان القدرة على الكلام مع ضعف إدراك الكلام آفات أو أضرارًا تقع في الفص الصدغي الأيسر أو الجداري. إن الصعوبات المعجمية والدلالية شائعة ويمكن أن تؤثر في القدرة على الفهم.

## العَمَه
العَمَه هو فقدان أو ضعف القدرة على التعرف على الأشياء أو المحفزات المألوفة عادة نتيجة لتلف في الدماغ. يوجد هناك عدة أنواع مختلفة من هذه الحالة التي تؤثر على كل من حواسنا، ولكن الأكثر شيوعًا منها والتي تتعلق بالكلام هو العَمَه الكلامي والسمعي.
العَمَه الكلامي: هو ضعف في محافظة الشخص على القدرة على سماع وإنتاج وقراءة الكلام، ومع ذلك فهو غير قادر على فهم الكلام أو إدراكه بشكل صحيح. يمتلك هؤلاء المرضى كل المهارات اللازمة لمعالجة الكلام بشكل صحيح، ومع ذلك يبدو أنه ليس لديهم أي خبرة متعلقة بمحفزات الكلام. يمكن للمصابين بهذا العجز سماع الشخص المتكلم، ولكنهم غير قادرين على ترجمة كلامه.
يتلقى المصابون محفزات الكلام ويعالجونها دون القدرة على تحديد معنى الكلام، وهم غير قادرين بشكل أساسي على إدراك الكلام على الإطلاق. لم يُعثر على علاجات معروفة لهذه الحالة، وتدل دراسات الحالة والتجارب على أنها ترتبط بالآفات في نصف الكرة الأيسر (أو كليهما)، واختلال وظائف الفص الصدغي الأيمن بشكل خاص.
العَمَه السمعي: يرتبط العَمَه السمعي بعدم القدرة على التعرف على الأصوات المألوفة. تُفسر هذه الحالة في القدرة على سماع منبهات الكلام وفهمها، وعدم القدرة على ربط الكلام بصوت محدد. يمكن أن يرجع سبب هذا للمعالجة غير الطبيعية للخواص الصوتية المعقدة. لا يوجد علاج معروف، ولكن هناك تقرير حالة لامرأة مصابة بالصرع بدأت بتجربة العَمَه السمعي مع عيوب أخرى، فأظهرت نتائجها في تخطيط أمواج الدماغ والتصوير بالرنين المغناطيسي ظهور آفة قشرية جدارية ذات كثافة عالية في الزمن الثاني (تي-2) دون تعزيز الغادولينيوم ومع اختلال منفصل في انتشار جزيء الماء.

## عبر اللغة واللغة الثانية
درس عدد كبير من الأبحاث كيفية تلقي مستخدمي اللغة لكلام أجنبي (يشار إليه باسم إدراك الكلام عبر اللغة)، أو كلام من لغة ثانية (إدراك الكلام باللغة الثانية). يقع الأخير في نطاق اكتساب اللغة الثانية.
تختلف اللغات في مخزوناتها الصوتية، ويخلق هذا بشكل طبيعي صعوبات عند مواجهة لغة أجنبية. على سبيل المثال، سيصعب على المستمع التمييز بين صوتين إذا دُمجا في فئة واحدة من اللغة الأم.
اقترحت الباحثة اللغوية كاثرين بيست في عام 1995 نموذج الإدراك الحسي الذي يصف أنماط استيعاب الفئات اللغوية المحتملة وتوقع نتائجها. صاغ الأستاذ اللغوي فليج نموذجًا لتعلم الكلام يجمع بين عدة فرضيات حول اكتساب لغة ثانية، ويتوقع أن اكتساب أصوات اللغة الثانية، التي لا تشبه أصوات اللغة الأم إلى حد كبير، أسهل من اكتساب صوت من اللغة الثانية، مشابه نسبيًا لصوت من اللغة الأم، وذلك لأنه سيكون أكثر اختلافًا بشكل واضح من قبل المتعلم.